# Сливарка
Сливарка (болг. Сливарка) — село в Болгарии. Находится в Кырджалийской области, входит в общину Крумовград. Население составляет 376 человек.

## Политическая ситуация
В местном кметстве Сливарка, в состав которого входит Сливарка, должность кмета (старосты) исполняет Фартин Мустафа Шабан (Движение за права и свободы (ДПС)) по результатам выборов правления кметства.
Кмет (мэр) общины Крумовград — Себихан Керим Мехмед (Движение за права и свободы (ДПС)) по результатам выборов в правление общины.